# Court of Saint James's
Court of Saint James's, på svenska Hovet vid Saint James, är Förenade kungariket Storbritannien och Nordirlands kungliga hov. Det hade samma funktion i Kungariket England (före 1707) och i Kungariket Storbritannien (1707–1800).

## Bakgrund
The Court of St. James's är uppkallat efter Saint James's Palace, som är monarkens, för närvarande kung Charles III:s, äldre palats. Det kvarstår som den brittiska monarkins officiella säte, trots drottning Viktorias flytt till Buckingham Palace efter trontillträdet 1837.
Även om Saint James-palatset är monarkens officiella residens, finns hovet där drottningen är. Då Buckingham Palace är det officiella Londonresidenset, befinner sig hovet och följaktligen kronrådet (konseljen) där, eftersom drottningen inte bor på St James's. Under hennes längre vistelser på Windsor Castle (vanligtvis under påsken), Sandringham under julhelgen och Holyrood Palace eller Balmoral Castle i Skottland om sommaren, befinner sig likaså hovet på Windsor, Sandringham, Holyrood respektive Balmoral. När drottningen befinner sig på utrikes resa i rollen som drottning av Förenade kungariket reser hovet med henne.
Alla ambassadörer och high commissioners som verkar i Storbritannien ackrediteras till och tas emot vid Court of St. James's, och då det inte vore lämpligt att göra detta vid ett rörligt hov fanns det behov av ett fast. Därför valdes det officiella residenset eftersom diplomatkårsmarskalken (före 1920 ceremonimästaren), som fungerar som länk mellan drottningen och de utländska diplomatiska beskickningarna, har sitt fasta säte här.
2009 fanns det 172 utländska beskickningar ackrediterade till Court of St James’s i London. Av dessa var 46 high commissions (beskickningar från andra Samväldesländer) och 128 ambassader (beskickningar från främmande länder, det vill säga länder utanför Samväldet).